# Chelone obliqua
Chelone obliqua là một loài thực vật có hoa trong họ Mã đề. Loài này được L. mô tả khoa học đầu tiên năm 1767.

## Hình ảnh

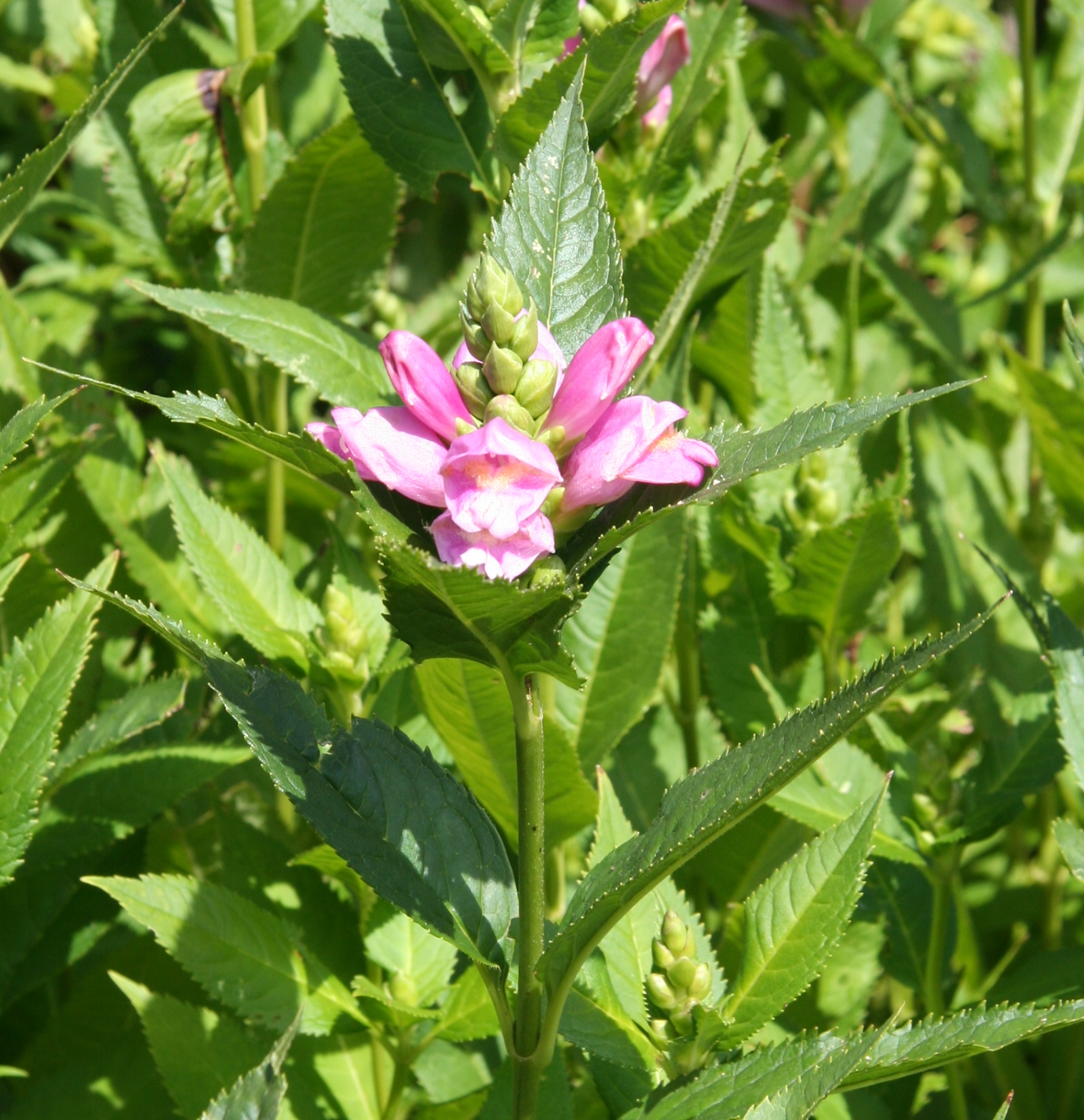
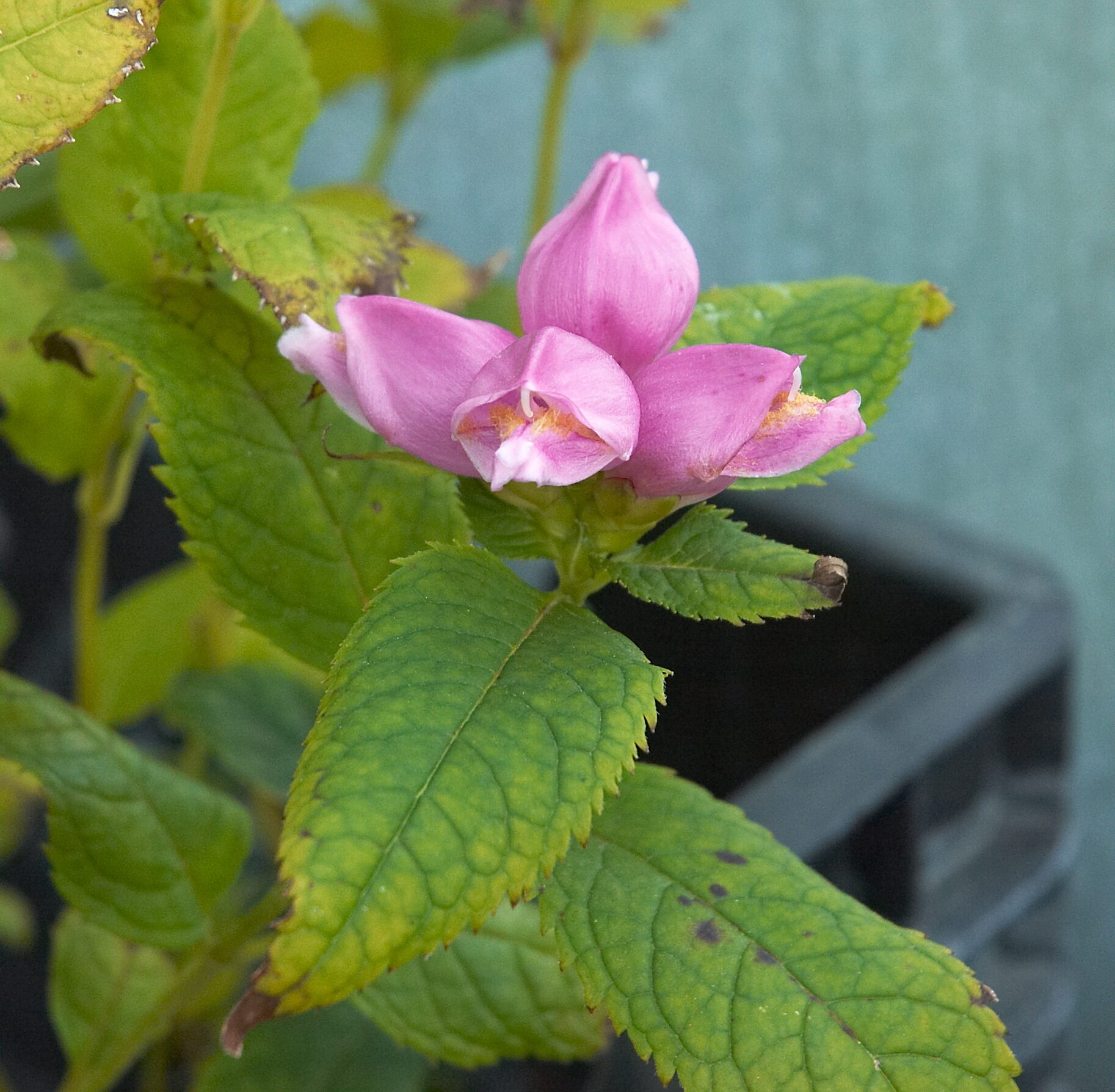
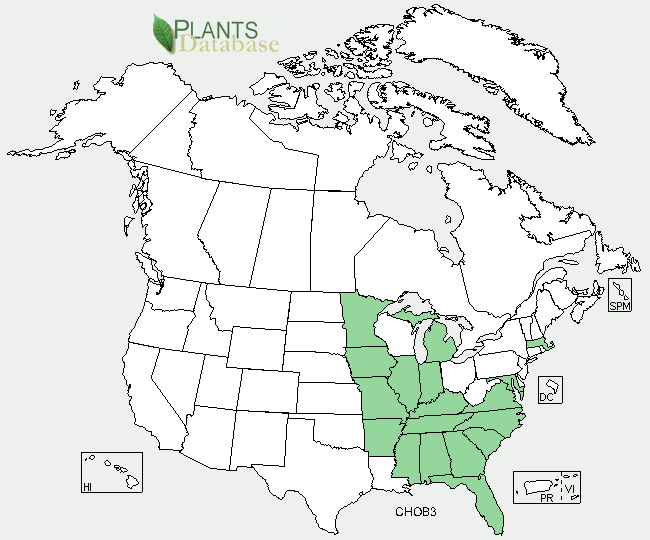
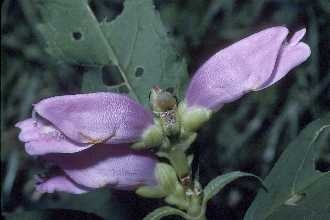